# Stora Brokärr
Stora Brokärr är en sjö i Varbergs kommun i Västergötland och ingår i Viskans huvudavrinningsområde.